# 公安部特勤局
公安部特勤局，序列号公安部八局，是中华人民共和国公安部内设机构，属公安机关人民警察编制。
公安部特勤局负责保卫警卫对象、警卫目标和维护重大活动安全、联合国维持和平任务等任务。

## 沿革
1981年7月，经中央批准，各省、市、自治区的警卫机构统一归省、市、自治区公安建制领导。此次改革后，各省级党委警卫处划归下属的省（自治区、直辖市）公安厅（局）建制领导，并与公安厅（局）外宾保卫处合并为警卫处，同时挂省（自治区、直辖市）委办公厅警卫处牌子。
1984年3月8日，经中共中央书记处批准，中共中央办公厅转发《全国警卫工作座谈会纪要》，指出：“为了保证警卫人员的政治素质和业务素质，符合革命化、军事化、战斗化的要求，拟将全国现有2000名警卫人员列入武警建制，享受武警待遇。”各省（自治区、直辖市）党委办公厅警卫处改为武警现役编制，副师级，在公安厅内办公。
2018年3月21日中共中央印发的《深化党和国家机构改革方案》提出，公安警卫部队不再列入武警部队序列，全部退出现役。公安警卫部队转到地方后，警卫局（处）由同级公安机关管理的体制不变，承担规定的警卫任务，现役编制全部转为人民警察编制。
2019年1月1日，根据公安现役部队改革方案，原公安警卫部队举行集体换装入警宣誓仪式。改革后，公安部组建公安部特勤局（八局），撤销公安部警卫局（八局）。原属公安部边防管理局管理的公安部常备维和警队划归公安部特勤局，组建公安部特勤局国际维和总队。

## 机构设置
根据有关规定，公安部特勤局设置下列机构：

### 内设机构
- 办公室
- 政治部
- 首长警卫处
- 外宾警卫处
- 会议警卫处
- 现场警卫处
- 防爆安检中心
- 培训中心
- 信息技术中心
- 后勤装备处
- 审计处
- 警卫队

### 直属机构
- 国际维和总队

## 历任领导
| 公安部警卫局局长 - 张国光 武警少将 （1996.03—2000.03） - 董福元 武警少将 - 刘中海 武警少将 - 刘彦平 武警少将（2009—？） - 张智文 武警少将（？） 公安部特勤局局长 - 王小洪 副总警监 → 总警监（2019年11月—2023年7月；公安部常务副部长（正部长级）、北京市人民政府党组成员、北京市公安局局长兼，兼局党委书记；2020年4月起为公安部党委副书记、常务副部长（正部长级）兼；2022年起为中共中央书记处书记，公安部党委书记、部长兼；2023年3月起为中共中央书记处书记、国务委员，公安部党委书记、部长兼） - 王志忠 副总警监（2023年7月至2025年7月；公安部党委委员、副部长兼，兼局党委书记；2025年4月起兼国家移民管理局党组书记、局长） - 凌志峰副总警监（2025年7月21日至今，公安部党委委员、副部长、政治部主任兼，兼局党委书记） | 公安部警卫局政委 1. 张智文 武警少将 2. 刘彦平 武警少将 3. 武冬立 武警少将（2010.04—2012.04） 4. 李宪法 武警少将 公安部特勤局政治委员 - 李宪法 副总警监（2019年11月至今，兼局党委副书记、纪委书记） - 于平（曾任武警黑龙江省边防总队政治部主任，武警大校） |

## 警卫对象
公安部特勤局负责的警卫对象主要为党和国家领导人中的“四副两高”（中华人民共和国副主席、全国人大常委会副委员长、国务院副总理／国务委员、全国政协副主席、最高人民法院院长、最高人民检察院检察长）以及外国访华要人。
警卫单位则包括全国人大常委会机关、国务院机关和各部委、中央纪委国家监委机关、最高人民法院机关和最高人民检察院机关。